# HMS Polruan (J97)
Le HMS Polruan (pennant number J97)  est un dragueur de mines de la Classe Bangor lancé pour la Royal Navy (RN) et qui a servi pendant la Seconde Guerre mondiale.

## Conception
Le Polruan est commandé dans le cadre du programme de la classe Bangor de 1939-40 le 21 juillet 1939 pour le chantier naval de Ailsa Shipbuilding Company à Troon en Écosse. La pose de la quille est effectuée le 6 novembre 1939, le Polruan est lancé le 18 juillet 1940 et mis en service le 9 mai 1941.
La classe Bangor doit initialement être un modèle réduit de dragueur de mines de la classe Halcyon au service de la Royal Navy,. La propulsion de ces navires est assurée par 3 types de motorisation: moteur diesel, moteur à vapeur à pistons double ou triple expansions et turbine à vapeur. Cependant, en raison de la difficulté à se procurer des moteurs diesel, la version diesel a été réalisée en petit nombre.
Les dragueurs de mines de classe Bangor version Royal Navy à turbines déplacent 667 tonnes en charge normale. Afin de pouvoir loger les chaufferies, ce navire possède des dimensions plus grandes que les premières versions à moteur diesel avec une longueur totale de 53 mètres LHT, une largeur de 8,69 mètres et un tirant d'eau de 3,12 mètres. Ce navire est propulsé par 2 turbines à vapeur alimentées par 2 chaudières à tubes d'eau à 3 tambours Admiralty et entraînant deux arbres d'hélices. Les moteurs développent une puissance de 2 000 chevaux-vapeur (1 500 kW) et atteignent une vitesse maximale de 16 nœuds (30 km/h). Le dragueur de mines peut transporter un maximum de 163 tonnes de fioul qui lui donne un rayon d'action de 2 800 milles nautiques (5 200 kilomètres) à 10 nœuds (19 km/h).
Leur manque de taille donne aux navires de cette classe de faibles capacités de manœuvre en mer, qui seraient même pires que celles des corvettes de la classe Flower. Les versions à moteur diesel sont considérées comme ayant de moins bonnes caractéristiques de maniabilité que les variantes à moteur alternatif à faible vitesse. Leur faible tirant d'eau les rend instables et leurs coques courtes ont tendance à enfourner la proue lorsqu'ils sont utilisés en mer de face.
Les navires de la classe Bangor sont également considérés comme exigus pour les membres d'équipage, entassant plus de 60 officiers et matelots dans un navire initialement prévu pour un total de 40 hommes.
Les Bangors équipés de turbine à vapeur sont armés d'un canon anti-aérien de 12 livres 3-inch QF (76,2 mm) et d'un canon AA QF de 2 livres (40 mm). Sur certains navires, le canon de 2 livres est remplacé par un canon AA Oerlikon de 20 mm simple ou double, tandis que la plupart des navires sont équipés de quatre affûts Oerlikon simples supplémentaires au cours de la guerre. Pour les missions d'escortes, leur équipement de dragage de mines peuvent être échangé contre une quarantaine de grenades sous-marines.

## Histoire

### Seconde Guerre mondiale
Le 28 et 20 mai 1941, le Polruan réalise des exercices de lutte anti-sous-marine sous la conduite du sous-marin de classe L HMS L 26 (N26), accompagné du sloop de classe Black Swan de la Royal Indian Navy HMIS Jumna (U21).
Le 20 janvier 1943, le sous-marin de classe S HMS Safari (P211) quitte Alger pour sa 8e patrouille de guerre (également sa 8e en Méditerranée). Il reçoit l'ordre de patrouiller au large de Naples, en Italie. Avant de partir en patrouille, des exercices sont effectués avec les chalutiers britanniques HMS Juliet (T136) et HMS Cava (T145) et plus tard avec le Polruan et son sister ship HMS Brixham (J105).
Le Polruan ne figure plus comme unité active dans la liste de la marine d'avril 1945
Déclassé au début de 1950, il est démantelé à Sunderland en juin 1950.

### Participation auxconvois
Le Polruan a navigué avec les convois suivants au cours de sa carrière:
1. Convoi ET 14
2. Convoi FSS 2
3. Convoi GUS 5A
4. Convoi KMS 12G
5. Convoi KMS 19M
6. Convoi MKS 3X
7. Convoi MKS 12
8. Convoi MKS 13
9. Convoi UGS 6A
10. Convoi UGS 7A

### Commandement
- Lieutenant Commander (Lt.Cdr.) (en retraite) John Spencer Landers (RNR) d'avril 1941 à février 1943
- Lieutenant (Lt.) Charles David Sampson (RNVR) de février 1943 à début 1945

Notes:
RNR: Royal Naval Reserve
RNVR: Royal Naval Volunteer Reserve